# Carrer d'Àgueda Mompel
El carrer d'Àgueda Mompel és una via urbana de la ciutat de Badalona, al barri de Sant Crist de Can Cabanyes.
El nom fa referència a Àgueda Mompel i Juan (Badalona, ca. 1864—1937), mare de l'indià Ramon Rodó, enriquit a Cuba, promotor el 1925 de la urbanització de dos terrenys que posseïa a l'actual barri de Sant Crist, sent les planes de la Batllòria on hi ha el dedicat a aquesta dona. Anomenat inicialment com carrer A, es desconeix qui va atorgar-li el seu nom actual, si el promotor o els veïns, però el seu ús es va popularitzar. El 1937 el regidor de Governació s'adreçà al de Cultura a fi d'estudiar l'aprovació d'aquest i altres noms amb l'objectiu de donar-los caràcter oficial. En plena Guerra Civil, el tema no va arribar al Ple amb el consistori preocupat en altres assumptes. Malgrat tot, el nom es va perpetuar i ha arribat fins a l'actualitat sense modificacions.
El projecte d'urbanització, revisat per Josep Fradera, tingué diverses imposicions des del consistori. D'una banda aquest carrer i la resta de la urbanització a les planes s'havien d'adaptar a la continuació que tindria el carrer de Coll i Pujol, de l'altra el carrer A i B de les planes van haver de ser construïts amb 12 metres d'amplada. El carrer va ser enderrocat parcialment i dividit en dues parts amb la construcció de l'autopista A-19 (actual C-31), quedant un petit reducte, que fou rebatejat el 1974 com a carrer de Terol, i assignat l'any 1979 al barri de Coll i Pujol, que s'amplià amb part de terrenys del barri de Sant Crist que havien quedat a l'altra banda de l'autopista.